# Rezerwat przyrody Dolina Ilanki II
Rezerwat przyrody Dolina Ilanki II – rezerwat torfowiskowy położony na terenie gminy Torzym w powiecie sulęcińkim (województwo lubuskie).
Obszar chroniony utworzony został 28 lutego 2017 r. na podstawie Zarządzenia Regionalnego Dyrektora Ochrony Środowiska w Gorzowie Wielkopolskim z dnia 13 lutego 2017 r. w sprawie uznania za rezerwat przyrody (Dz. Urz. Woj. Lub. z dnia 13.02.2017 r. poz. 363).

## Położenie
Rezerwat ma powierzchnię 11,32 ha i znajduje się na terenie obszarów ewidencyjnych Bobrówko (dz. ewid. 98/2) i Prześlice (dz. ewid. 148). Bezpośrednio sąsiaduje z większym rezerwatem przyrody Dolina Ilanki, utworzonym w 2000, i obejmuje fragment doliny rzeki Ilanka. Teren rezerwatu wchodzi w skład powołanego w 2009 specjalnego obszaru ochrony siedlisk Natura 2000 „Dolina Ilanki” PLH080009 o powierzchni 2232,83 ha.

## Charakterystyka
Cel ochrony stanowi „zachowanie kompleksu torfowisk niskich, w szczególności poligenicznych, źródlisk oraz leśnych i nieleśnych ekosystemów łąkowych i wodnych z charakterystycznymi dla tych ekosystemów biocenozami”. Chronione są w szczególności źródliskowe lasy olszowe, mechowiska i młaki turzycowe.